# Severozapadniy (huyện)
Huyện Severozapadniy (tiếng Nga: ? райо́н) là một huyện hành chính tự quản (raion), của Moskva, Nga. Huyện có diện tích 93 km², dân số thời điểm ngày 1 tháng 1 năm 2000 là 651800 người. Trung tâm của huyện đóng ở.